# Bulbul carablanc
El bulbul carablanc (Pycnonotus leucops) és una espècie d'ocell de la família dels picnonòtids (Pycnonotidae). És endèmic de l'illa de Borneo (Indonèsia i Malàisia). Els seus hàbitats principals són els boscos tropicals i subtropicals de frondoses humits de les terres baixes i de l'estatge montà i els matollars d'altura tropicals i subtropicals. El seu estat de conservació es considera de risc mínim.